# Lithobius subdivisus
Lithobius subdivisus är en mångfotingart som först beskrevs av Masatoshi Takakuwa 1941.  Lithobius subdivisus ingår i släktet Lithobius och familjen stenkrypare. Inga underarter finns listade i Catalogue of Life.